# Натриев перборат
Натриевият перборат е химично съединение, чиято химична формула може да бъде изписана NaH
2BO
4Na
2H
4B
2O
8 или, по-правилно, [Na+
]
2[B
2O
4(OH)
4]2−.
Съединението обикновено се среща в безводна форма или като хидрат (често наричан „монохидрат“ и „тетрахидрат“). И двете са бели, водоразтворими твърди вещества без мирис.
Тази сол се използва широко в перилните препарати, като едно от избелващите вещества на пероксидна основа.

Натриевият перборат претърпява хидролиза при контакт с вода, произвеждайки водороден пероксид и борат.

## Употреба
Натриевият перборат служи като стабилен източник на активен кислород в много перилни препарати, почистващи продукти и белини. Той е по-малко агресивно избелващо средство от натриевия хипохлорит и други избелващи средства на хлорна основа, което причинява по-малко разграждане на багрилата и текстила. Натриевият перборат освобождава кислород бързо при температури над 60 °C. За да стане активен при по-ниски температури (40–60 °C), трябва да се смеси с подходящ активатор, обикновено тетраацетилетилендиамин.
Натриевият перборат се използва и като окислител в органичния синтез. Например, той превръща тиоетери в сулфоксиди и сулфони.

## Безопасност
В Европейския съюз натриевият перборат, подобно на повечето борати, е класифициран като „канцерогенен, мутагенен или токсичен за репродукцията“ (CMR), категория 1B на Регламент (ЕО) 790/2009, в резултат на включването му в част 3 на Приложение VI към Регламент (ЕО) 1272/2008 относно класифицирането, етикетирането и опаковането на вещества и смеси. В резултат на това употребата му е автоматично забранена в козметични продукти в ЕС, във всякаква концентрация, считано от 1 декември 2010 г. Това включва използването на перборати за избелване на зъби.